# Route nationale 36
La route nationale 36 (RN 36 o N 36) è una strada nazionale che parte da Melun e terminava a Villers-Cotterêts. La porzione attualmente classificata ancora come nazionale rappresenta un’alternativa alla Francilienne.

## Percorso
Da Melun, dove in origine passava la N5, la N36 è stata declassata nel 2006  a D636 fino a Saint-Germain-Laxis. Oltrepassata Guignes, non incontra altri centri abitati fino a Coutevroult, dove termina l’attuale strada nazionale. Prosegue come D436 attraversando il Grand Morin a Couilly-Pont-aux-Dames e raggiunge Meaux con la denominazione di D436A. Continua come D405 verso nord-est, mentre nell’Oise e nell’Aisne ha il nome di D936. L’ex N36 termina a Villers-Cotterêts, luogo di passaggio della N2.